# 24 км (зупинний пункт, Донецька дирекція Донецької залізниці)
24 км — пасажирська зупинна залізнична платформа Лиманської дирекції Донецької залізниці на лінії Мерцалове — Лунна.
Розташована поблизу селища Новий Донбас, Покровський район, Донецької області, між станціями Мерцалове (7 км) та Добропілля (5 км). Судячи з фотоматеріалів, платформи як такої тут ніколи не було. Посадка і висадка здійснювались на переїзді.
Із 2007 р. пасажирське сполучення на даній ділянці припинене.